# Tymawa (województwo warmińsko-mazurskie)
Tymawa (niem. Thymau) – wieś w Polsce położona w województwie warmińsko-mazurskim, w powiecie ostródzkim, w gminie Grunwald. W latach 1975–1998 miejscowość położona była w województwie olsztyńskim.
Wieś położona około 14 km na południe od Olsztyna. Po wschodniej stronie wsi znajduje się Jezioro Tymawskie o powierzchnia 64 ha i maksymalnej głębokość 15 m. We wsi znajduje się siedziba Leśnictwa Tymawa (Nadleśnictwo Olsztynek).

## Historia
Pierwsze wzmianki o Mielnie pochodzą z 1328 roku (założenie wsi z nadania Mikołajowi z Kowalk). W czasach krzyżackich wieś pojawia się w dokumentach w roku 1328, podlegała pod komturię w Olsztynku. Tymawa powstała w 1328 r. jako wieś rycerska na czterdziestu włókach. W dokumentach z lat 1382–1384 wymieniany jest sędzia Albrecht z Tymawy. Straty wsi w czasie wielkiej wojny z lat 1409–1411 oszacowano na sześćset grzywien. W dokumentach z 1482 r. wymieniany jest Pielgrzym z Tymawy, który sprzedał piętnaście włók niejakiemu Jorgemu Schirasowi. W 1590 r. we wsi mieszkało 11 chłopów, trzech zagrodników i karczmarz o nazwisku Waszełowski. Wśród drobnej szlachty z tego okresu i wolnych chłopów w księgach podatkowych pojawiają się nazwiska m.in. Adam i Albrecht Waszełowscy, Mikołaj Libuski, Michał Grotkowski.
W 1783 r. majątek szlachecki obejmował 14 włók. Pod koniec XVIII w. i na początku XIX w. majątek ziemski był w posiadaniu rodu von Brandtów. W latach 1820–1861 liczba mieszkańców wzrosła z 64 do 150 osób. Według danych z 1880 roku we wsi mieszkało 76 osób, a w majątku szlacheckim 320 osób. W 1895 roku we wsi było 65 mieszkańców, a w majątku – 138. Od końca XIX w. do początków XX majątek ziemski był w posiadaniu rodziny Wernitz.
W 1925 r. w Tymawie mieszkało łącznie 279 ludzi. W 1939 roku we wsi było 188 mieszkańców. W 1945 r. zniszczone zostały zabudowania gospodarcze majątku ziemskiego, m.in. gorzelnia.

## Zabytki
- Pałac z roku 1891 z towarzyszącymi mu zabudowaniami gospodarczymi i parkiem (stan w roku 2011[5]) pierwotnie własność rodziny von Wernitz. Budynek pałacu wzniesiony został na rzucie prostokąta, dwukondygnacyjny, przykryty dachem naczółkowym. Pośrodku fasady trójkondygnacjowy ryzalit zwieńczony trójkątnym szczytem, poprzedzony dużym gankiem, z czterema półkolumienkami podtrzymującymi pseudobelkowanie. W holu zachowany oryginalny kominek. Od 1997 r. pałac jest własnością prywatną.
- Zabudowania gospodarcze z 1891 roku, uległy zniszczeniu w 1945 roku. Pozostały zabudowania z pocz. XX w.
- Park założony w drugiej połowie XIX w. według projektu Johanna Larassa.
- Na wzgórzu cmentarz rodowy.
- Grodzisko – pozostałości krzyżackiego założenia obronnego znajdują się w odległości 1,25 km na północny wschód od wsi, na cyplu przy brzegu Jeziora Mielno. Obiekt założony został na wysoko wyniesionym cyplu morenowym, który od południa ograniczony jest bagnistą doliną bezimiennego strumienia. Jedyny dostęp „suchą nogą” do obiektu od strony zachodniej, czyli nasady cypla ograniczony został przez wykopanie fosy (głębokość fosy względem plateau założenia obronnego – 7 m, szerokość przy dnie – 5 m, odległość między krawędzią plateau a krawędzią płaszczyzny nasady cypla – 27 m). Wydłużone po linii wschód – zachód plateau obiektu ma owalny kształt o dłuższej osi wynoszącej 51 m i krótszej mierzącej 18 m. W centralnej części plateau znajduje się wyraźne wgłębienie o średnicy ok. 6,5 i głębokości 1,4 m, które najpewniej jest pozostałością wieży strażniczej. Na powierzchni plateau występują dość licznie ułamki cegieł i bryłki polepy. Odkryto tylko jeden drobny ułamek średniowiecznej ceramiki o szarej barwie. Obiekt posiada metrykę krzyżacką i nie był najpewniej wcześniej użytkowany. Chronologia: późne średniowiecze (XIV-XV w.)[6]. Grodzisko oznaczone jest tablicą konserwatorską.